# Машинка времени
«Машинка времени» — советский мультфильм для взрослых. Снят в 1967 году режиссёрами Валентиной и Зинаидой Брумберг.

## Сюжет
Эпиграф во вступительной заставке:

Этот фильм рассказывает об открытии, достигнутом на стыке многих наук: кибернетики, астрофизики, телепатии и ветеринарии.
Советскими учёными сделано сенсационное изобретение — спроектирован прибор «ТВ-1» (транзистор времени). Пробные образцы были замаскированы в бытовых предметах: ими оборудовали бусы, цветок и трость. Обладателями экспериментальных приборов стали случайные люди.
Бусы в парке отобрал хулиган и был перенесён к троглодитам. Там за своё поведение был изолирован и предан пещерному суду. Хулигана решили казнить разными способами.
Цветок оказался у ловеласа, попавшего с ним в средневековый арабский халифат. Поменяв там три гарема, был вызван на суд к султану и едва успел избежать наказания.
У болельщика, на футбольном матче, оказалась оборудованная прибором трость. С её помощью он переместился в Древний Рим, на бой гладиаторов. В пылу схватки он потребовал «судью на мыло», с чем и согласился цезарь. Судью сварили, а нашего болельщика назначили новым рефери. Но цезарь вскоре попросил «на мыло» уже его самого.
Благополучно попав обратно в своё время, все трое стали вести себя гораздо осмотрительнее.

## Анахронизм
- Когда троглодиты собираются казнить хулигана, один предлагает расстрел и изображает пистолеты, хотя в соответствии с реалиями эпохи, нужно было изображать стрельбу из лука или бросок копья.

## Создатели
- сценарий — Якова Костюковского, Мориса Слободского
- режиссёры — Валентина и Зинаида Брумберг
- художники-постановщики — Лана Азарх, Валентин Лалаянц
- композитор — Александр Варламов
- оператор — Борис Котов
- звукооператор — Георгий Мартынюк
- монтажёр — Нина Майорова
- редактор — Раиса Фричинская
- ассистент режиссёра — Татьяна Фёдорова
- художники-мультипликаторы: Игорь Подгорский, Мария Мотрук, Марина Восканьянц, Елизавета Комова, Яна Вольская, Владимир Арбеков, Татьяна Померанцева, Фаина Епифанова, Елена Вершинина, Сергей Маракасов, Аркадий Шер, Лидия Модель, Елена Танненберг
- роли озвучивали:

Евгений Весник — Па́ша-Паша́, ловелас
Георгий Вицин — болельщик
Алексей Консовский — оратор
Анатолий Папанов — хулиган
Лев Свердлин — судья / Цезарь
Александр Ширвиндт — рассказчик
Вадим Синявский — футбольный комментатор
Клара Румянова — первобытная женщина (нет в титрах)
- директор картины — Фёдор Иванов